# Brunaktig frostmätare
Brunaktig frostmätare (Theria rupicapraria) är en fjärilsart som beskrevs av Ignaz Schiffermüller 1775. Brunaktig frostmätare ingår i släktet Theria och familjen mätare. Enligt den svenska rödlistan är arten nära hotad i Sverige. Arten förekommer i Götaland. Artens livsmiljö är jordbrukslandskap, skogslandskap. Inga underarter finns listade i Catalogue of Life.

## Bildgalleri

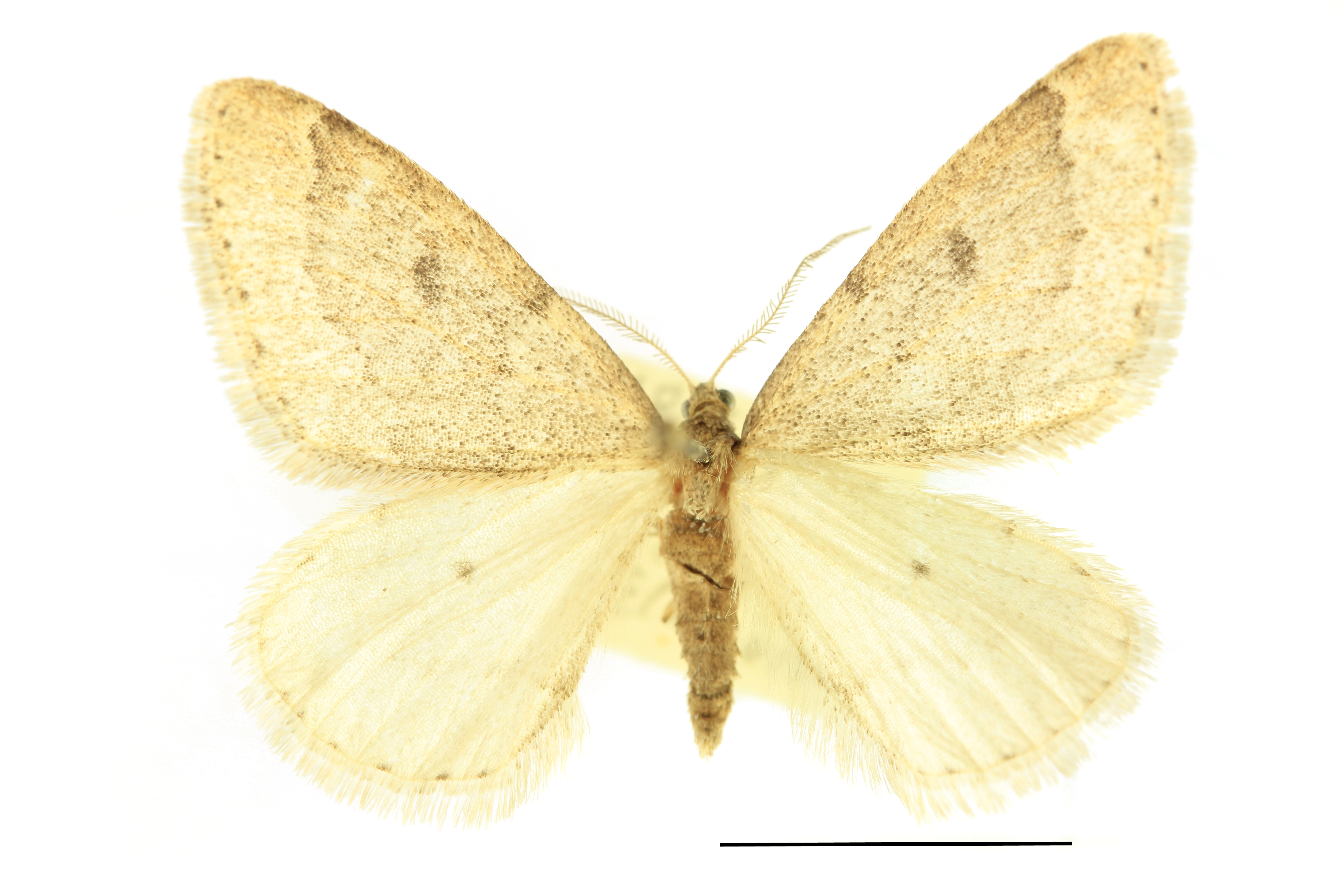